# 寺請制度
寺請制度（てらうけせいど）は、江戸幕府が宗教統制の一環として設けた制度。寺請証文を受けることを民衆に義務付け、キリシタンではないことを寺院に証明させる制度である。必然的に民衆は寺請をしてもらう寺院の檀家となったため、檀家制度や寺檀制度とも呼ばれるが、厳密には檀家制度と寺請制度は異なる（詳しくは檀家制度を参照）。
その目的において、邪宗門とされたキリスト教や不受不施派の発見や締め出しを狙った制度であったが、宗門人別改帳など住民調査の一端も担った。

## 内容
具体的には、仏教の檀信徒であることの証明を寺院から請ける制度である。寺請制度の確立によって民衆は、いずれかの寺院を菩提寺と定め、その檀家となる事を義務付けられた。寺院では現在の戸籍に当たる宗門人別帳が作成され、旅行や住居の移動の際にはその証文（寺請証文）が必要とされた。各戸には仏壇が置かれ、法要の際には僧侶を招くという慣習が定まり、寺院に一定の信徒と収入を保証される形となった。 
一方、寺院の側からすれば、檀信徒に対して教導を実施する責務を負わされることとなり、仏教教団が幕府の統治体制の一翼を担うこととなった。僧侶を通じた民衆管理が法制化され、事実上幕府の出先機関の役所と化し、本来の宗教活動がおろそかとなり、また汚職の温床にもなった。この事が明治維新時の廃仏毀釈の一因となった。
また、民衆の側からすれば、世の中が平和になって人々が自分の死後の葬儀や供養のことを考えて菩提寺を求めるようになり、その状況の中で寺請制度が受け入れられたとする見方もある。例えば、現在の静岡県小山町にあたる地域で江戸時代に存在していた32か所の寺院の由来を調べたところ、うち中世から続く寺院は1つのみで、8か所は中世の戦乱で一度は荒廃したものを他宗派の僧侶が再興したもの、他は全て慶長年間以降に創建された寺院であったとされている。また、別の研究では元禄9年（1696年）当時存在した6000か所の浄土宗寺院のうち、16世紀以降の創建が9割を占めていたとされている。こうした寺院の創建・再建には菩提寺になる寺を求める地元の人々の積極的な協力があったと推定され、寺請制度はその状況に上手く合う形で制度として社会へ定着していったとみられている。

## 寺請証文
寺院は檀家に対して自己の檀家であることを証明するために寺請証文（てらうけしょうもん）を発行した。寺請状（てらうけじょう）、宗旨手形（しゅうしてがた）とも呼ばれる。
寺請制度では、毎年1回の調査・申告によって宗門人別改帳が作成された。これに基づいて寺請証文が発行され、人々が奉公や結婚その他の理由で他の土地に移る場合には、移動するものの年齢・性別・所属・宗旨などを記載して村役人の送一札とともに移転先にある新たな檀家寺に送付して移転の手続とした。移動元から移動先に送る証文を宗旨送・寺送状と呼び、本人確認後の証明として移転先から移転元に送る証文を引取一札（ひきとりいっさつ）と呼んだ。

ただし、檀徒が信徒としての責務を果たせないと寺から判断された、あるいは逃散ないし逃亡し消息不明となった場合は、寺は寺請証文の発行を拒否することができた。事実上の檀徒除名であり、後日、宗門人別改帳からも削除されて無宿や非人となり、社会生活から除外された。